# Afrique magazine
Afrique magazine, ou AM, est un magazine mensuel francophone international consacré au continent africain. Il est édité en France par la société Afrique et Méditerranée international (AMI). Fondé par le groupe Jeune Afrique, le titre a été repris en janvier 2006 par Zyad Limam. Il se positionne comme le leader de la presse mensuelle panafricaine et s'adresse à un lectorat urbain et actif. Cette revue pratique le mélange des genres, et traite à la fois de société, de culture et de politique.

## Historique
Le mensuel Afrique magazine (AM) est créé en 1983 en complément du magazine hebdomadaire Jeune Afrique. Dès le deuxième numéro 50 000 exemplaires sont vendus.
En 2006, AM prend son indépendance et sort du groupe Jeune Afrique. L'édition est reprise par la société AM International.

## Responsables et collaborateurs
- Zyad Limam, président directeur général et rédacteur en chef
- Emmanuelle Pontié, directrice adjointe
- Akram Belkaïd